# Hatillo Palma
Hatillo Palma är en ort i Dominikanska republiken.   Den ligger i provinsen Monte Cristi, i den nordvästra delen av landet, 180 km nordväst om huvudstaden Santo Domingo. Hatillo Palma ligger 74 meter över havet och antalet invånare är 3 574.
Terrängen runt Hatillo Palma är platt åt sydväst, men åt nordost är den kuperad. Runt Hatillo Palma är det ganska tätbefolkat, med 139 invånare per kvadratkilometer. Närmaste större samhälle är Mao, 17,3 km sydost om Hatillo Palma. Omgivningarna runt Hatillo Palma är en mosaik av jordbruksmark och naturlig växtlighet.